# 성시간
성시간(聖時間, 라틴어:  Hora Sancta[*])은 로마 가톨릭교회의 전통적인 성체 신심 행위 가운데 하나로, 성체 안에 현존하고 있는 그리스도를 공경하는 시간이다. 매월 첫 목요일 저녁에 성당에서 성체 현시와 함께 성체 강복도 겸하여 행하고 있다. 성시간의 목적은 세상의 죄, 특히 인류를 사랑하는 하느님의 사랑과 은혜를 저버린 우리 자신과 인류의 죄를 보속함으로써, 하느님의 마음을 풀어 드리고 죄인들의 회개와 구원을 위한 자비를 간구하며, 겟세마니 동산에서 인간들에게 배반의 아픔을 느꼈던 예수 성심을 위로하려는 데에 있다.
1673년 성녀 마르가리타 마리아 알라코크는 환시 중에 예수 그리스도로부터 그리스도 자신이 겟세마니 동산에서 번민에 휩싸여 피땀을 흘리며 기도한 것을 생각하며 매주 목요일 밤에 한 시간 동안 성시간을 갖고 구속 사업에 참여함으로써 예수 성심에 대한 신심을 교회에 퍼뜨리라는 사명을 받았다. 예수는 그녀에게 살아 움직이는 자신의 성심을 보여주며 “첫 목요일에서 금요일로 넘어가는 밤, 내가 겪은 극심한 고민과 슬픔에 너를 참여시키겠다. 밤 11시에서 12시 사이에 일어나 한 시간 동안 나와 함께 깨어서 성부의 의노를 풀어드리고 죄인들의 구원을 위하여 보속하며 성시간을 지키도록 하여라.”라고 말하였다. 이것이 성시간을 하게 된 유래이다. 이러한 성시간 신심 실천은 나중에 가톨릭교회 전체로 확대되어 더욱 구체화되었으며, 1829년 교황 비오 8세에 의해 공식적으로 인준되었다. 1933년 교황 비오 11세는 성시간을 통해 고해성사와 영성체를 하고 교황의 지향대로 기도하면 전대사를 얻을 수 있도록 하였다.
성시간의 영감은 마태오 복음서 26장 40절이다. 마태오 복음서의 내용에 따르면, 예수 그리스도는 인류 구원사업을 위한 수난을 겪기 전날 밤에 겟세마니 동산으로 가서 제자들에게 “내 마음이 너무 괴로워 죽을 지경이다. 너희는 여기에 남아서 나와 함께 깨어 있어라.”(마태 26,38)하고 말하였다. 그런 다음 혼자 앞으로 나가 조용히 기도하였다. 그러고 나서 제자들에게 돌아와 보니 그들은 자고 있었다. 그러자 예수는 베드로에게 다음과 같이 말하였다.
“이렇게 너희는 나와 함께 한 시간도 깨어 있을 수 없더란 말이냐?”

## 같이 보기
- 성체
- 성광
- 성체 강복